# اتفاقية القسطنطينية 1915

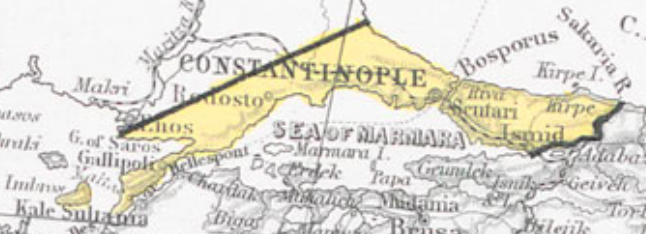
مقتطف من مذكرة صادرة عن وزارة الخارجية البريطانية في يناير 1919 تلخص اتفاقيات الحرب المتعلقة بالدولة العثمانية. إن منطقة اتفاقية القسطنطينية التي تم التنازل عنها لروسيا باللون الأصفر.

تضمنت اتفاقية القسطنطينية (المعروفة أيضًا باسم اتفاقية المضائق) تبادلًا سريًا للمراسلات الدبلوماسية بين أعضاء الوفاق الثلاثي في الفترة من 4 مارس إلى 10 أبريل 1915 خلال الحرب العالمية الأولى. لقد وعدت فرنسا وبريطانيا العظمى بإعطاء القسطنطينية والدردنيل (التي كانت في ذلك الوقت جزءً من الدولة العثمانية) للإمبراطورية الروسية في حالة النصر. تقدمت بريطانيا وفرنسا بمطالبهما الخاصة، بتوسيع دائرة النفوذ في إيران، في حالة بريطانيا، وضم بلاد الشام (بما في ذلك فلسطين) وقيليقية لفرنسا، كما اتفقت جميع الأطراف على أن حكم الأماكن المقدسة وشبه الجزيرة العربية أن تكون تحت حكم إسلامي مستقل. كانت الحكومة اليونانية محايدة ولكن في عام 1915 تفاوضت مع الحلفاء، وقدمت جنودًا وكانت نقطة انطلاق جغرافية للهجمات على المضائق التركية. أرادت اليونان نفسها السيطرة على القسطنطينية. استخدمت روسيا حق النقض ضد الاقتراح اليوناني، لأن هدفها الرئيسي في الحرب كان السيطرة على المضيق والسيطرة على القسطنطينية.
ومع فشل محاولة الحلفاء للاستيلاء على المنطقة في حملة جاليبولي، إلا أن القسطنطينية احتلها الحلفاء المنتصرون في نهاية الحرب عام 1918. لكن بحلول ذلك الوقت، لم يتم تنفيذ الاتفاقية إثر الثورة الروسية التي أدت إلى انسحاب روسيا من الحرب، ولكونها لم تعد واحدة من دول الحلفاء. تم الكشف عن وجود الاتفاقية من قبل الحكومة البلشفية في عام 1917.

## الخلفية التاريخية

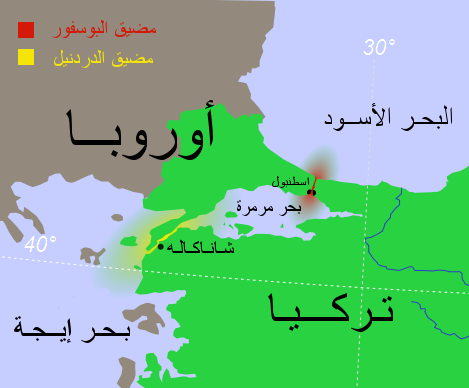
يُعرف مضيق البوسفور (الأحمر)، والدردنيل (الأصفر)، وبحر مرمرة بينهما مجتمعة باسم المضائق التركية

كان الوصول إلى المضائق التركية محكومًا باتفاقية لندن للمضائق عام 1841 التي نصت على إغلاق المضائق أمام السفن الحربية، وبعد حرب القرم، بموجب معاهدة باريس عام 1856، التي أسست لمبدأ الحرية التجارية عالميًا في نفس الوقت الذي تم فيه حظر أي عسكرة في البحر الأسود وما حوله، وقد عُدلت لاحقًا بمعاهدة لندن لعام 1871 وأعيد تأكيدها في معاهدة برلين لعام 1878.
في أوائل عام 1907، وفي المحادثات التي سبقت المؤتمر المؤتمر الأنجلو روسي، أثار الكونت الكسندر ايزفولسكي، وزير الخارجية الروسي آنذاك، مسألة المضائق وأجريت المحادثات في لندن من خلال السفير الروسي، الكونت الكسندر بينكندورف. لا يُعرف سوى القليل ولكن «يبدو أنه تم تقديم اقتراح مفاده أن روسيا يجب أن يكون لها خروج حر من البحر الأسود عبر المضيق، بينما يجب أن يكون للقوى الأخرى الحق في إرسال سفنها الحربية إلى المضيق دون الذهاب إلى البحر الأسود» مع حديث عن «احتلال روسيا لمضيق البوسفور وإنجلترا للدردنيل، وبعد ذلك قد يتم فتح المضيق أمام السفن الحربية الأخرى أيضًا». في حال لم يأت شيء من المناقشات في ذلك الوقت.
في 12 أكتوبر 1908، قال السفير الروسي في فرنسا، ألكسندر نيليدوف، في محادثة مع السفير البريطاني في فرنسا، اللورد فرانسيس بيرتي، إنه كان من الضروري بالنسبة لروسيا أن يصبح البحر الأسود «موطنًا للأسطول الروسي حيث يمكنها الانتقال إلى البحر الأبيض المتوسط وبحر البلطيق والشرق الأقصى حسب الضرورة» بما أن اليابان لن تسمح لروسيا بالاحتفاظ بأسطول المحيط الهادئ، وبما أن بحر البلطيق كان مغلقًا عمليًا طوال فصل الشتاء.
تمكن ألكسندر إيزفولسكي، وزير الخارجية الروسي، في الجزء الأخير من عام 1908 من الحصول على دعم مشروط لتغيير نظام المضيق من وزير الخارجية النمساوي المجري الويس ليكسا فون أهرنتال، ووزير الخارجية الإيطالي توماسو تيتوني، والسفير الألماني في باريس، فيلهلم فون شوين وكذلك من وزير الدولة للشؤون الخارجية السير إدوارد غراي، الأخير في 14 أكتوبر 1908، أوضح حول هذا الموضوع بينما يشير في الوقت نفسه إلى أن الاتفاقية التركية كانت شرطًا أساسيًا. 
بذلت روسيا محاولات لفتح المضائق أمام السفن الحربية الروسية خلال الأزمة البوسنية عام 1908، وفي الحرب الإيطالية التركية عام 1911/12 وكذلك أثناء حروب البلقان في 1912/13، لكنها فشلت بسبب نقص الدعم من القوى العظمى. في أبريل / مايو 1912، تم إغلاق المضائق لبضعة أسابيع، وردًا على التهديدات اللاحقة بالإغلاق، أشارت روسيا إلى أنها ستتخذ إجراءات في حالة الإغلاق المطول.

كانت الدولة العثمانية معزولة دبلوماسيًا عند اندلاع الحرب. لقد سعت إلى التحالف مع بريطانيا في نهاية عام 1911، ومع فرنسا وروسيا بين مايو ويوليو 1914، ومع ألمانيا في 22 يوليو، من دون جدوى. كانت روسيا قلقة من احتمال وصول سفينتين حربيتين حديثتين إلى البحر الأسود يتم بناؤها من قبل أحواض بناء السفن البريطانية للبحرية العثمانية هما: Sultân Osmân-ı Evvel والتي اكتملت وكانت تستعد للمغادرة، وReşadiye. في 30 يوليو، أصدر وزير الخارجية الروسي سيرجي سازونوف تعليمات لبنكندورف: 
إنها مسألة ذات أهمية قصوى بالنسبة لنا ألا تستقبل تركيا الجنديتين.. أن تشير للحكومة الإنجليزية إلى الأهمية الهائلة لهذا الأمر بالنسبة لنا، ونصر بقوة على الاحتفاظ بهاتين السفينتين في إنجلترا".
كاناللورد الأول للأميرالية ونستون تشرشل قد قرر في ذلك الوقت بالفعل الاستيلاء، وعندما احتج السفير التركي في 1 أغسطس، أُبلغ بأنه «لم يكن من الممكن السماح لسفينة حربية بمغادرة هذه المياه والمرور في يد مشتر أجنبي، نظرًا للوضع الخطير في الخارج».
أدت مطاردة غويبن وبريسلاو (وهما بارجتين ألمانيتين) من قبل البحرية الملكية البريطانية إلى السماح لهما بدخول الدردنيل في 10 أغسطس 1914.

## تفاصيل
أشار المؤرخ دميتري ليخاريف، الذي حلل المساهمات الرئيسية في تأريخ الموضوع، إلى مساهمات سي جاي سميث الذي حصل على إمكانية الوصول إلى أوراق أسكويث في الستينيات وإلى ويليام رينزي في عام 1970 الذي استخدم السجلات الصادرة عن الأرشيف الوطني البريطاني حتى الآن وعد بريطانيا للقسطنطينية للروس اعتبارًا من نوفمبر 1914 ونشأته كما حدث في وقت سابق في سبتمبر، قبل دخول العثمانيين في الحرب.

من 4 مارس - 10 أبريل 1915، ناقش الحلف الثلاثي (بريطانيا وفرنسا وروسيا) سرًا كيفية تقسيم أراضي الدولة العثمانية. كان على بريطانيا أن تسيطر على منطقة أكبر في إيران بينما ستحصل روسيا على العاصمة العثمانية، القسطنطينية. لقد وُعدت روسيا أيضًا بالدردنيل. وَصفت لغة الاتفاقية الحدود التالية:
... مدينة القسطنطينية، الضفة الغربية لمضيق البوسفور، وبحر مرمرة والدردنيل، وكذلك جنوب تراقيا حتى خط إينيز - ميدي... و... ذلك الجزء من الشاطئ الآسيوي الذي يقع بين مضيق البوسفور ونهر صقاريا ونقطة يتم تحديدها على خليج إزميت وجزر بحر مرمرة جزر إمبروس وجزر تينيدوس.
ومع أن البريطانيين والفرنسيين سعوا إلى الحد من المطالبات الروسية، إلا أنهم لم يكونوا قادرين على فعل ذلك، وكان عليهم أيضًا التعامل مع احتمال أن تصنع روسيا سلامًا منفصلًا مع القوى المركزية. كانت الاتفاقية إحدى الاتفاقيات المتعلقة بتقسيم الدولة العثمانية من قبل الوفاق الثلاثي وإيطاليا في أعقاب الحرب، بما في ذلك معاهدة لندن عام 1915، واتفاقية سايكس بيكو عام 1916، واتفاقية سانت جان دي مورين من أبريل حتى أغسطس عام 1917.
كانت حملة جاليبولي البريطانية (1915 – 16) تهدف إلى الاستيلاء على الدردنيل والقسطنطينية ولكن هزمها العثمانيون، ولم يسيطر الحلفاء على المنطقة حتى احتلالها في نوفمبر 1918، أي بعد نهاية الحرب. وبحلول ذلك الوقت، استولى البلاشفة الشيوعيون على السلطة في روسيا خلال ثورة أكتوبر عام 1917 ووقعوا اتفاقية سلام منفصلة مع القوى المركزية في مارس 1918، وانسحبوا من الحرب. ونظرًا لأن الحلفاء لم يعدوا يعتبرون روسيا من بين حلفائهم، لم يتم تنفيذ الاتفاقية أبدًا. في الواقع لم يعترفوا حتى بشرعية الحكومة البلشفية.

### الحواشي
1. ↑  تم إبرام تحالف سري بين الدولة العثمانية والقيصرية الألمانية في 2 أغسطس 1914.[8]
2. ↑  كان سازونوف قد قدم طلبًا مشابهًا في وقت سابق في يونيو ولكن تم رفضه على أساس أن الحكومة لا تستطيع التدخل في مسألة تجارية.
3. ↑  في 6 أغسطس 1914 وفي تمام الساعة الواحدة، استدعى الصدر الأعظم، سعيد حليم باشا، استدعى السفير الألماني، هانز فون وانغنهايم، إلى مكتبه لإبلاغه بأن مجلس الوزراء قد قرر "بالإجماع" فتح مضيق غويبين وبريسلاو.[12]
4. ↑  "تكرر هذا التأكيد في مذكرة بتاريخ 14 نوفمبر سلمها بوكانان إلى وزارة الخارجية الروسية.  ومرة أخرى، جعل جراي وعده متوقفًا على هزيمة ألمانيا."[13]
5. ↑  "في أوائل [23 سبتمبر]، إذن، اقترح منطق الأحداث الذي لا يرحم بوضوح ترتيبًا مع روسيا فيما يتعلق بالقسطنطينية والمضيق."[14]

### اقتباسات
1. ↑  Cathal J. Nolan, ed. The Greenwood Encyclopedia of International Relations: A-E, (Greenwood Publishing Group, 2002), 350.
2. ↑  J. C. Hurewitz (1979). The Middle East and North Africa in World Politics: A Documentary Record. British-French supremacy, 1914-1945. 2. Yale University Press. ص. 16–21. ISBN:978-0-300-02203-2. مؤرشف من الأصل في 2020-12-19.
3. ↑  Hugh Seton-Watson, The Russian Empire, 1801-1917 (1967) pp 706-7.
4. ↑  Chrēstos L. Rozakēs (31 أغسطس 1987). The Turkish Straits. Martinus Nijhoff Publishers. ص. 25. ISBN:90-247-3464-9. مؤرشف من الأصل في 2020-07-29.
5. ↑  Langer 1927.
6. 1 2  Macfie 1981.
7. 1 2  Macfie 1998.
8. ↑  The Treaty of Alliance Between Germany and Turkey، Yale، مؤرشف من الأصل في 2023-04-12.
9. ↑  Fromkin، David (1989). A Peace to End All Peace: The Fall of the Ottoman Empire and the Creation of the Modern Middle East. New York: Owl. ص. 52. ISBN:978-0-8050-6884-9.
10. ↑  John W.Young (24 يناير 2019). "3:Winston Churchill and Britain's decision for war". في B.J.C. McKercher؛ Antoine Capet (المحررون). Winston Churchill: At War and Thinking of War before 1939. Taylor & Francis. ISBN:978-0-429-63992-0. مؤرشف من الأصل في 2019-10-13.
11. ↑  Massie، Robert (2004). Castles of Steel: Britain, Germany and the winning of the Great War. Random House. ص. 47. ISBN:0-224-04092-8.
12. ↑  Hamilton & Herwig 2005، صفحة 163.
13. ↑  Renzi 1970، صفحة 6.
14. ↑  Smith 1965، صفحة 1023.
15. ↑  Likharev 2019.
16. ↑  "وقد أكد [السير إدوارد جراي] أيضًا على أن اتفاقية القسطنطينية التي توصلوا إليها للتو يجب أن تظل سرية". ديفيد فرومكين, سلام ما بعده سلام (2001), p.139
17. ↑  Kucherov، Samuel (1949). "The Problem of Constantinople and the Straits". Russian Review. ج. 8 ع. 3: 209. JSTOR:125120.
18. ↑  Gordon Martel, ed. (2008). A Companion to International History 1900 - 2001. ص. 132. ISBN:9780470766293. مؤرشف من الأصل في 2020-02-26. {{استشهاد بكتاب}}: |مؤلف1= باسم عام (مساعدة)

## فهرس
- Fitzgerald, Edward Peter. "France's Middle Eastern Ambitions, the Sykes–Picot Negotiations, and the Oil Fields of Mosul." The Journal of Modern History 66.4 (1994): 697–725. قالب:Jstor
- ديفيد فرومكين. سلام ما بعده سلام. N.p.: Henry Holt & Company, Incorporated, 2001. Print.
- Helmreich, Paul C. "Italy and the Anglo-French Repudiation of the 1917 St. Jean de Maurienne Agreement." The Journal of Modern HIstory 48.2 (1976): 99–139. قالب:Jstor
- Pınar Üre: Constantinople Agreement, in: 1914-1918-online. International Encyclopedia of the First World War.
- Hamilton، Richard F.؛ Herwig، Holger H. (2005). Decisions for War,1914–1917. Cambridge: Cambridge University Press. ISBN:978-0-51119-678-2.
- Renzi، William A. (مارس 1970). "Great Britain, Russia, and the Straits, 1914–1915". The Journal of Modern History. ج. 42 ع. 1: 2–20. DOI:10.1086/240513. JSTOR:1905979.
- Bobroff، Ronald (24 فبراير 2006). Roads to Glory: Late Imperial Russia and the Turkish Straits. I.B.Tauris. ISBN:978-1-84511-142-7. مؤرشف من الأصل في 2021-07-01.
- Smith، C.Jay (يوليو 1965). "Great Britain and the 1914–1915 Straits Agreement with Russia: The British Promise of November 1914". American Historical Review. ج. 70 ع. 4: 1015–1034. DOI:10.2307/1846901. JSTOR:1846901.
- Macfie، A.L. (1981). "The Straits Question,1908–1914". Political Science Quarterly. ج. 22 ع. 2: 321–332. مؤرشف من الأصل في 2019-10-11. اطلع عليه بتاريخ 2019-10-10.
- Macfie، A.L. (6 ديسمبر 2006). "The straits question in the First World War, 1914–18". Middle Eastern Studies. ج. 19 ع. 1: 43–74. DOI:10.1080/00263208308700533. JSTOR:1905979.
- Macfie، A.L (1998). The end of the Ottoman Empire, 1908–1923. Longman. ISBN:978-0-582-28763-1. مؤرشف من الأصل في 2021-07-02.
- Langer، William L. (يناير 1929). "Russia, the Straits Question, and the European Powers, 1904-8". The English Historical Review. ج. 44 ع. 173: 59–85. JSTOR:552495.
- Langer، William L. (سبتمبر 1928). "Russia, the Straits Question and the Origins of the Balkan League, 1908–1912". Political Science Quarterly. ج. 43 ع. 3: 321–363. DOI:10.2307/2142971. JSTOR:2142971.
- Kerner، Robert J. (سبتمبر 1929). "Russia, the Straits, and Constantinople, 1914-15". The Journal of Modern History. ج. 1 ع. 3: 400–415. DOI:10.1086/235488. JSTOR:1871427.
- Hurewitz، J.C. (يوليو 1962). "Russia and the Turkish Straits: A Revaluation of the Origins of the Problem". World Politics. ج. 14 ع. 4: 605–632. DOI:10.2307/2009311. JSTOR:2009311.
- Yıldız، Gültekin (يوليو 1962). "How to Defend the Turkish Straits Against the Russians: A century-long 'Eastern Question' in British defence planning, 1815–1914". The Mariner's Mirror. ج. 105 ع. 1: 40–59. DOI:10.1080/00253359.2019.1565339.
- Likharev، Dmitrii V. (11 يونيو 2019). "Constantinople and the Black Sea straits as Russia's war aims in 1914–1917: A comparison of Russian and American interpretations". the Historian. ج. 81 ع. 2: 260–281. مؤرشف من الأصل في 2019-10-23. اطلع عليه بتاريخ 2019-10-15.